# 赫拉·沃里约基
赫拉·玛利亚·沃里约基（芬蘭語：Hella Maria Wuolijoki，1886年7月22日—1954年2月2日）是芬兰政治家、剧作家、芬兰广播公司总裁、商人及苏联内务人民委员部的间谍。1946至1947年间为代表芬兰人民民主联盟的国会议员。从1945年4月到1949年6月她担任芬兰广播公司的总裁，但最后被撤职。
沃里约基出生于爱沙尼亚，但她后来影响在芬兰。政治理念上她是积极的极左人士。在冬季战争中她是和平谈判者，但在继续战争中她因叛国行为而判处监禁。